# Pseudoderopeltis jeanneli
Pseudoderopeltis jeanneli är en kackerlacksart som beskrevs av Lucien Chopard 1938. Pseudoderopeltis jeanneli ingår i släktet Pseudoderopeltis och familjen storkackerlackor.
Artens utbredningsområde är Kenya. Inga underarter finns listade i Catalogue of Life.